# Éder (Fußballspieler, 1987)
Éder (* 22. Dezember 1987 in Bissau, Guinea-Bissau; bürgerlich Éderzito António Macedo Lopes) ist ein ehemaliger portugiesischer Fußballspieler. Der Stürmer, der auch die guinea-bissauische Staatsangehörigkeit besitzt, spielte von 2012 bis 2018 für die portugiesische Nationalmannschaft, der er mit dem einzigen Treffer im Finalspiel zum Gewinn der Europameisterschaft 2016 verhalf.

## Karriere

### Verein
Éder zog als Kind von Guinea-Bissau nach Portugal und begann das Fußballspielen mit elf Jahren bei der Associação Desportiva e Cultural da Adémia im Distrikt Coimbra. Im Winter 2005 rückte er in die erste Mannschaft auf. Er absolvierte in den folgenden sechs Monaten sechs Spiele in der viertklassigen III Divisão Nacional und erzielte dabei zwei Tore. Anschließend wechselte er zum Viertligisten FC Oliveira do Hospital. Nachdem er sich in der Hinserie der Saison 2006/07 zum Leistungsträger bei Oliveira entwickelt hatte, wechselte er zum Drittligisten GD Tourizense, dem Farmteam des Erstligisten Académica de Coimbra. Éder blieb zweieinhalb Jahre bei Tourizense und erzielte in 40 Spielen elf Tore. Im Sommer 2008 erhielt er ein Angebot von Académica de Coimbra und unterschrieb einen Vierjahresvertrag. Am 24. August 2008 debütierte er in der Primeira Liga. Bis zum Ende seiner Vertragslaufzeit erzielte er in 83 Erstligaspielen 12 Tore.
Zur Saison 2012/13 wechselte er zu Sporting Braga. Im Sommer 2015 unterschrieb er einen Dreijahresvertrag beim walisischen Premier-League-Klub Swansea City. Nachdem er in der Hinserie der Saison 2015/16 kein einziges Tor erzielt hatte, wurde Éder zur Rückrunde an den französischen Erstligisten OSC Lille ausgeliehen. Mit Lille qualifizierte er sich am Saisonende für die UEFA Europa League 2016/17. Daraufhin unterschrieb er bei den Franzosen einen Vierjahresvertrag. Zur Saison 2017/18 wurde er für ein Jahr an den russischen Erstligisten Lokomotive Moskau ausgeliehen und am Saisonende per Kaufoption schließlich fest unter Vertrag genommen. Nach dem Ende der Saison 2020/21 wurde sein Vertrag nicht verlängert. Mitte September 2021 schloss er sich in Saudi-Arabien al-Raed an.

### Nationalmannschaft
Am 11. September 2012 gab Éder im Rahmen eines 3:0-Sieges im WM-Qualifikationsspiel gegen Aserbaidschan unter Nationaltrainer Paulo Bento sein Debüt in der portugiesischen A-Nationalmannschaft. Im Anschluss nahm er an der Weltmeisterschaft 2014 teil und kam in allen drei Vorrundenspielen zum Einsatz, schied mit Portugal jedoch vorzeitig aus. Unter Fernando Santos wurde er auch in den portugiesischen Kader zur Europameisterschaft 2016 berufen. Hier kam er nach Kurzeinsätzen in den ersten beiden Gruppenspielen erst im Finale gegen Frankreich nach einer Einwechslung zu seinem dritten Turniereinsatz. In der 109. Minute schoss er das 1:0-Siegtor und Portugal gewann erstmals den Europameistertitel. Danach kam er nur noch sporadisch zum Einsatz für die portugiesische Nationalmannschaft. Sein 35. Länderspiel gegen Polen in der Nations League am 20. November 2018 war sein letzter Einsatz. Zwar stand er auch danach noch im Kader, wurde jedoch nicht eingesetzt.

## Erfolge
Portugiesische Nationalmannschaft
- Europameister: 2016
- UEFA-Nations-League-Sieger: 2019

Académica de Coimbra
- Portugiesischer Pokalsieger: 2012

Sporting Braga
- Portugiesischer Ligapokalsieger: 2013

Lokomotive Moskau
- Russischer Meister: 2018